# Peter Grant (glazbeni manager)
Peter Grant, (5. travanj, 1935. – 21. prosinac, 1995.) bio je engleski glazbeni manager. Grant je upravljao poslovima, popularnih engleskih sastava; The Yardbirds, Jeff Beck, Led Zeppelin, The New Vaudeville Band i Bad Company, pored mnogih drugih.
Jedno vrijeme bio je direktor snimanja u tvrtci - Swan Song Records. 
- Ostao je zapamćen po poboljšanju uvjeta i naknada glazbenicima za njihove nastupe.

## Vanjske poveznice
- Peter Grant